# Liar (Queen)
Liar is een nummer van de Britse rockband Queen, geschreven door zanger Freddie Mercury in 1970. Het nummer stond op het debuutalbum van de band, genaamd Queen. Een bewerkte versie van Liar werd in 1974 in de Verenigde Staten uitgebracht als single, met als B-kant Doing All Right.